# White Spray
'White Spray' est un cultivar de rosier obtenu en 1980 par Louis Lens.

## Description
Il s'agit d'un buisson au port étalé atteignant 150 cm de hauteur et 150 cm de largeur présentant de petites et moyennes fleurs simples et blanches, fleurissant en bouquets. Elles exhalent un léger parfum musqué. Leur floraison est remontante. Son feuillage abondant est sombre et luisant. 
Il est parfait en couvre-sol et peut être cultivé en pot. C'est une variété robuste et rustique qui préfère une situation ensoleillée et résiste à des températures de l'ordre de −15 °C.

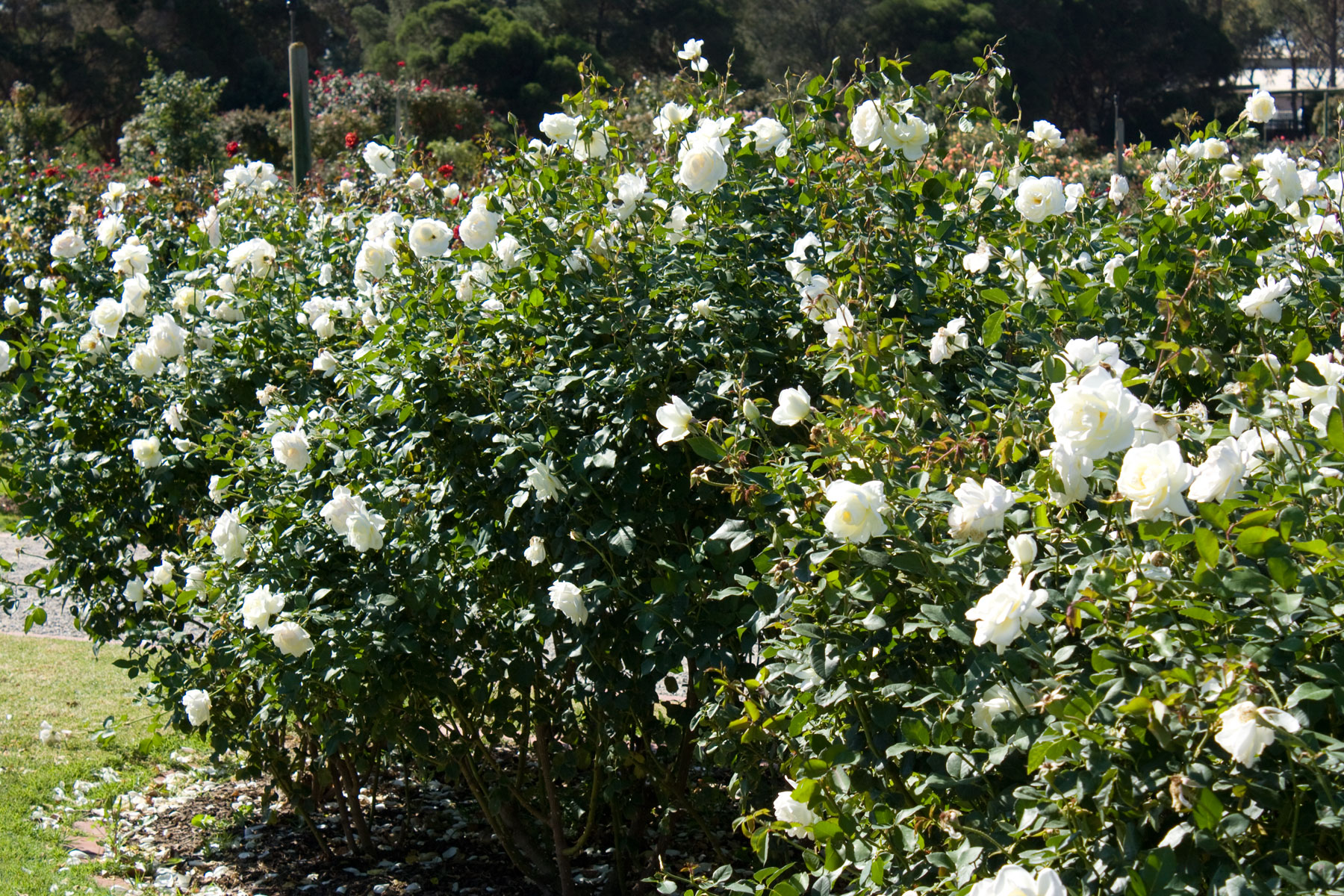
Buissons de rosier 'White Spray' en Australie.

## Récompenses
- Médaille d'or à La Haye 1981
- Médaille d'argent à Courtrai 1982